# Olíbrio
Anício Olíbrio (em latim: Anicius Olybrius Augustus) foi um imperador romano do Ocidente, que sucedeu a Antémio. Morreu em novembro de 472, seis meses depois da posse, de edema pulmonar.